# Runcton Holme
 (juillet 2023).
Runcton Holme est une paroisse civile et un village du Norfolk, en Angleterre.